# Where Are You Now, My Son?
Albums de Joan Baez
Come from the Shadows
(1973) Gracias a la Vida
(1974)
Where Are You Now, My Son? est un album de Joan Baez sorti en mars 1973.
Il est représentatif de l'engagement militant de Joan Baez contre la guerre du Vietnam et pour le pacifisme. La totalité de sa seconde face est occupée par la chanson-titre, un long collage de plus de 20 minutes enregistré à Hanoï durant les bombardements américains de décembre 1972 (Opération Linebacker II). 
Le reste de l'album contient sept chansons plus conventionnelles enregistrées à Nashville en janvier 1973.
Il s'est classé 138e aux États-Unis.

## Titres
Toutes les chansons sont écrites et composées par Joan Baez, sauf mention contraire.
| 1. | Only Heaven Knows  |             | 2:33 |
| 2. | Less Than the Song | Hoyt Axton  | 3:28 |
| 3. | A Young Gypsy      |             | 3:35 |
| 4. | Mary Call          | Mimi Fariña | 3:31 |
| 5. | Rider, Pass By     |             | 4:11 |
| 6. | Best of Friends    | Mimi Fariña | 3:23 |
| 7. | Windrose           |             | 3:40 |

| 8. | Where Are You Now, My Son? | 22:47 |

En France, cet album est resorti en 1974 sous le titre « Bien sûr... la guerre est finie » (label A&M distribution Barclay référence 875.002). Sur la face deux (22 min 47 s) Joan Baez parle en français. Un texte également en français écrit de la main de Joan occupe la moitié de la seconde couverture, pour expliquer cette face B. Extraits : « Sur la face deux de ce disque ‘Where are you now, my son’ se trouve une ballade écrite, dite et chantée par moi et qui a trait aux onze jours de bombardement dont j’ai été témoin à Hanoï, Vietnam, à la Noël 1972. Tout au long, dispersés et surimposés, on peut entendre des éléments sonores que j'ai enregistré sur mon magnétophone portatif - des rires d'enfants, des sirènes déchirantes, des bombes qui tombent, des femmes qui chantent - quelques moments partagés dans notre abri.………… La guerre d'Indochine n'est pas encore terminée, et la guerre contre la violence commence à peine. Votre Joan Baez »